# Ahmed Abdelkader
Ahmed Hamdy Abdelkader Radwan (El Cairo, 23 de mayo de 1999) es un futbolista egipcio que juega en la demarcación de extremo para el Qatar S. C. de la Liga de fútbol de Catar.

## Selección nacional
Es internacional con la selección de fútbol de Egipto.

## Clubes
| Club                 | País   | Año       |
| -------------------- | ------ | --------- |
| Al-Ahly              | Egipto | 2018-2020 |
| Smouha SC            | Egipto | 2020-2021 |
| Al-Ahly              | Egipto | 2021-act. |
| Qatar S. C. (cedido) | Catar  | 2024-act. |